# Пуловер (упражнение)
Пулло́вер (от англ. pull over — «тащить сверху», «надевать сверху») — физическое упражнение в бодибилдинге, нагружающее сразу две большие мышечные группы: грудные (подчёркивает верх) и широчайшие мышцы спины по всей длине (верх и низ); без изоляции данного упражнения в блочном тренажёре в работу включается ещё и длинный пучок трицепса. Остальные мышцы принимают незначительное участие в работе.

## История
В годы становления «железной игры» пуловеры были ключевым упражнением, мастером выполнения которого был Георг Карл Юлиус Гакеншмидт, силач и профессиональный борец начала XX века. В его любимом упражнении было движение, в котором он принимал борцовский «мост» и из этой позиции выполнял пуловер и жим — тянул гриф к груди, а затем выжимал его вверх. Для среднестатистического человека простое выполнение борцовского моста уже является сложным, но Гакеншмидт был настолько силён, что смог выполнить его с весом в 141 кг, поставив тем самым мировой рекорд, продержавшийся полвека.
Широкое развитие фитнес-индустрии началось в 1970-х годах, в 1980-е годы — бодибилдинг, у истоков которого стоял Артур Джонс со своими тренажёрами «Наутилус» и собственной философией силового тренинга: «тренироваться жёстче и короче». Современные спортзалы имеют не менее дюжины таких тренажёров, как «Наутилус» и ему подобные (Hammer Strength от Гарри и другие).
С изобретением «улучшенной штанги» в 1970 году Джонс обратился к генетически одарённым атлетам в журнале «IronMan», опубликовавшем статью «Приседания для верха тела» и произвёл фурор в мире бодибилдинга: новый подход к изоляции и наращиванию силы базовых мышечных групп посредством полноамплитудных движений с использованием высокоинтенсивных тренировок.

Выполняемые с соблюдением правильной техники, приседания могут стать великолепным упражнением, если ещё они выполняются человеком, которому это упражнение подходит. Артур Джонс любил говорить, что до изобретения им тренажера Наутилус для выполнения пуловера никакое другое упражнение не давало столь эффективной нагрузки крупнейшим мышцам верха тела широчайшим мышцам спины, — как приседания дают крупнейшим мышечным группам ног. Во многом из-за этого, а также из-за вторичного воздействия упражнения на другие мышцы, Джонс называл пулловеры в тренажере Наутилус «приседаниями для верха тела».— Журнал «IronMan» #3 (2) 2012. Автор статьи: Стюарт МакРоберт
Тренажёр Джонса «Nautilus Pullover/Torso Arm» позволял напрямую прорабатывать широчайшие мышцы спины до моментального «мышечного отказа», без утомления более слабых мышц рук. После завершения работы на тренажёре «Наутилус» можно было сразу приступать к тяге верхнего блока к груди, который давал нагрузку ещё свежим мышцам рук и позволял нагрузить уже предварительно утомлённые широчайшие буквально за гранью «мышечного отказа», чего нельзя добиться в общепринятых многосетовых тягах, поскольку мышцы рук гораздо слабее и утомляются раньше более сильных мышц торса, подводя тренировку к концу.
С появлением эры блочных тренажёров, позволяющих нагружать изолированно сначала самые сильные мышцы торса, а уже потом слабые мышцы рук атлеты стали практиковать метод предварительного утомления мышц силового тренинга.
Другой тренажёр «Nautilus Biceps/Triceps Machine» позволял «прокачивать» бицепсы и трицепсы рук, но на этом вскоре всё и закончилось. Интересы к тренажёрам утихли, поскольку они были слишком громоздкие и сложные, новички часто не понимали как с ними работать, упражнения выполняли неверно, без должной концентрации на них, двигали веса слишком быстро, не понимая важности выравнивания осей поворота тренажёра с осями вращения собственных суставов. Высокоинтенсивные тренировки по мнению Джонса — это прежде всего концентрация внимания на прорабатываемой группе мышц, правильная, отточенная техника выполнения (форма) упражнения с многоповторными сетами.
После оглушительного успеха тренажёров «Наутилус», Джонс продал свою компанию в 1986 году. Он не был родоначальником интенсивного тренинга, но он был первым, кто так яро его продвигал в массы и сосредотачивал на этом столько внимания, популяризируя меж тем свои чудо-машины, которые были в то время гораздо лучше конкурирующих.
Предпринимательский талант Джонса войной рекламы методик силовых тренировок и оборудования для них обусловили феномен «Джонса-Наутилуса», породившего множество мелких фирм, производивших аналогичное оборудование. Влияние Джонса на тренировочный мир оказалось гораздо больше его собственных достижений.
Преследуя одни и те же цели — силу, гибкость и здоровье сердечно-сосудистой системы — бодибилдинг и фитнес постепенно разошлись: продвинутые бодибилдеры стали больше склоняться к тренировкам со свободными весами, поскольку только такие тренировки способны развивать множество крупных базовых и мелких вспомогательных мышц, давая лучший результат, чем сфокусированные нагрузки на конкретные группы мышц, предназначенные в основном для их детальной проработки, рельефности, но и это достигается работой лишь на множестве таких блочных тренажёров.

## Вариации
Есть два вида пуловеров: «силовой пуловер» — с согнутыми в локтях руками для тренировки мышц и «дыхательный пуловер» — с прямыми руками в локтях для увеличения объёма грудной клетки, а также выделения ключиц и незначительного расширения плеч, особенно при постоянном использовании, увеличивая биакромиальную ширину за счёт увеличения среднего пучка дельт. В обоих пуловерах отягощение двигается из-за головы. Движение происходит только в плечевых суставах, локтевые неподвижны, иначе упражнение превращается во французский жим.
Самым эффективным снарядом для выполнения пуловеров является штанга, поскольку жгуты усиленно нагружают лишь конечный отрезок амплитуды упражнения, а большие тяжёлые гантели неудобны в применении.
Вес снаряда не должен быть максимальным, так как есть вероятность получения травмы плеча, локтя и запястья. Вес подбирается таким, чтобы можно было выполнить 10—15 повторений в среднем темпе и почувствовать растяжение мышц.
Изменив положение корпуса, можно смещать акцент нагрузки на определённый участок силовой кривой, поэтому пуловеры можно выполнять на горизонтальной, наклонной или обратнонаклонной скамье. В 1970-е годы были популярны округлые скамьи, они назывались «лунными» и позволяли увеличить амплитуду движения в пуловерах.

### C разным положением рук
К двум базовым типам пуловеров относятся пуловеры с прямыми руками и с согнутыми руками. Пуловеры с прямыми руками позволяют использовать значительно меньший вес, а в пуловерах с согнутыми руками крайне важно закреплять ноги.

### На скамье с гантелью
Классический вариант упражнения пуловер — на горизонтальной скамье, такой вариант выполнения является изолированным для грудных мышц и трицепсов. Напряжение широчайших является чисто номинальным и не влечёт за собой глубоких физиологических изменений. Чтобы нагрузить широчайшие мышцы спины, пуловер следует выполнять на наклонной скамье головой вниз.

Упражнение «пуловер» с гантелью.

Выполняя пуловеры на скамье с гантелью, атлеты обычно упираются на лавку поперёк: лопатки на скамье, а сам атлет сидит на корточках, используя одну тяжёлую гантель (или две лёгкие, по одной в каждой руке) нейтральным хватом.

#### Техника выполнения
1. Лёжа (вдоль или поперёк) на горизонтальной скамье, почти выпрямленными руками, гантель берётся так, чтобы ладони обеих рук находились на внутренней стороне диска гантели, а рукоять проходила в отверстие, образовавшееся между большим пальцами рук и остальными пальцами. Исходное положение — гантель поднята вертикально над головой.
2. На вдохе медленное опускание гантели за голову со слегка согнутыми руками в локтях, пока руки не будут параллельны скамье и составлять одну линию с телом атлета. Все мышцы находятся в растяжении.
3. На выдохе возвращение в исходное положение. Для усиления эффекта мышцы могут быть напряжены дополнительно.

Пауза в секунду и следующее повторение. Задача: в нижней точке как можно больше вдохнуть и растянуть грудную клетку.

### На скамье со штангой
Обычно пуловеры со штангой выполняются опытными атлетами и чаще всего с малыми грифами (удобней всего — волнистый «EZ-гриф») в связи с тем, что большой вес трудно контролировать каждой рукой в отдельности, создаётся эффект как бы «свободного веса», что может вызвать «завал» штанги у новичков. При смыкании рук в выполнении упражнения с гантелью создаётся жёсткая рама, и упражнение выполняется более изолированно.

Упражнение «пуловер» со штангой.

Со штангой удобнее выполнять упражнение, полностью упёршись на всю поверхность лавки и улёгшись вдоль неё.

### На тренажёре

Упражнение «пуловер» на блочном тренажёре «Наутилус».

Упражнение «пуловер» на кросс-тренажёре.

Тренажёров для выполнения пуловеров существует несколько модификаций, наиболее распространённые в залах — это блочный тренажёр типа «Наутилус» и типа «Кроссовер». На блочном тренажёре форма (траектория) движения чётко задана, на кросс-тренажёре форму движения можно немного изменять, как и амплитуду выполнения за счёт регулировки колёс, тросов, рукоятей и хвата, а также расстояния между тренажёром и атлетом, тем самым смещая пик нагрузки с широчайших мышц спины по всей длине на дельтовидные (задний пучок) и верх широчайших.
Используя систему высокого блока и позицию сидя или стоя на коленях, можно выполнять пуловеры из вертикального положения, находясь лицом к тренажёру, для нагружения среднего отрезка силовой кривой. 
Пуловер в кроссовере пользуется большой популярностью у атлетов соревновательного уровня благодаря тому, что оно обеспечивает возможность пикового сокращения мышц верха и середины спины в нижней точке амплитуды. Благодаря этому спина приобретает рельеф и глубокую детализацию. Что очень ценится судьями на соревнованиях.

## Техника выполнения
Пуловер в любых вариантах выполняется с почти прямыми руками во время всего сета, следует лишь слегка согнуть руки в локтях, чтобы уменьшить давление в локтевом суставе.

## Особенности
Пуловер представляет собой «растягивающее» односуставное вспомогательное и изолирующее упражнение (то есть к базовым упражнениям оно не относится), в котором мышцы растягиваются не в стороны, а от живота — за голову, что заставляет работать те мышечные волокна, которые во всех других упражнениях (жимах и тягах) мало или совсем не вовлечены в работу.
До изобретения современных тренажёров пуловеры выполняли для увеличения и развития грудной клетки. С появлением современных тренажёров и различных техник выполнения упражнений, пуловеры выполняют в основном для рельефа мышц, их резкого «подчёркивания», поэтому лучше выполнять их с умеренным весом и с полным диапазоном движения, сохраняя правильную технику выполнения данного упражнения, в связи с чем для детальной проработки всех волокон мышц рекомендуется увеличенное число повторений (10—15) и сетов (3—6).
В виду универсальности данного упражнения, пуловеры можно выполнять в день тренировки груди, сочетая с жимами, или спины, сочетая с тягами, либо сочетать с «дыхательными» приседаниями в день тренировки ног.
Приседания, особенно если выполнять их с максимальной нагрузкой и средним или большим количеством повторений, заставляют спортсмена очень глубоко дышать. Существует методика, согласно которой после каждого сета приседаний выполняются «лёгкие» пулловеры с прямыми руками для увеличения грудной клетки, но некоторые бодибилдеры полагают, что, сочетая приседания с пуловерами, грудную клетку увеличить нельзя, её объём увеличивается сам собой вместе с ростом общего веса тела, а хорошая «вентиляция» лёгких во время пуловеров, выполняемых после приседаний, даёт только иллюзорное ощущение «распёртой» грудной клетки, и подобное ощущение будто бы вовсе не связано с реальными изменениями положения костей или растяжением и утолщением хрящевых связок. Всё же некоторые авторы силового тренинга полагают, что сочетание «лёгких» («дыхательных») пуловеров с «дыхательными» приседаниями позволяет растянуть грудную клетку, сделать её шире, увеличить объём и улучшить вентиляцию лёгких, но строгих доказательств, что пуловеры увеличивают объём грудной клетки, нет, впрочем как и доказывающих обратное.

## Безопасность
Выполняя пуловеры на скамье, крайне важно, чтобы голова имела упор, иначе можно растянуть шею и получить тяжёлые повреждения нерва, что приведёт к появлению хронических болей и потребует большого объёма физиотерапии.
Доктор спортивной медицины Джозеф М. Хорригэн (Joseph M. Horrigan) считает, что при выполнении пуловеров на скамью ложиться следует вдоль, а не поперёк, иначе бёдра занимают низкое положение и пулловеры оказывают разрушительное воздействие на брюшную стенку.